# Hiiumaa
Hiiumaa je drugi najveći estonski otok (989 km²) poslije otoka Saaremaa. Nalazi se u Baltičkom moru, sjeverno od Saaremaae, a pripada zapadnom estonskom arhipelagu (arhipelagu Moonsund). Obala mu je duga oko 310 km. Najveći grad na otoku je Kärdla i ondje živi oko 3700 stanovnika.
Hiiumaa je glavni otok okruga Hiiu, nazvan Hiiumaa ili Hiiu maakond na estonskom jeziku. Švedski i njemački naziv otoka je Dagö (otok dana), a danski glasi Dagø. Finski naziv je Hiidenmaa, a u doslovnom prijevodu znači vražja zemlja.
Najstariji tragovi čovjekova djelovanja datiraju još iz 4. st prije Krista.